# Kuda idu izgubljene djevojke
Kuda idu izgubljene djevojke je prvi album hrvatskog pjevača Borisa Novkovića koji sadrži 11 pjesama.

## Popis pjesama
1. "Kuda idu izgubljene djevojke" (Tamara) (Boris Novković – Boris Novković / Bruno Kovačević – Senad Galijašević Senna M.)
2. "Ne zovi me njegovim imenom" (Boris Novković – Marina Tucaković – Senad Galijašević Senna M.)
3. "Isplači se" (Boris Novković – Marina Tucaković – Senad Galijašević Senna M.)
4. "Zapali" (Boris Novković – Boris Novković / Bruno Kovačević – Senad Galijašević Senna M.)
5. "Ubi me ljepotom" (Boris Novković – M. Popović – Senad Galijašević Senna M.)
6. "Odlazim i ja u JNA" (Boris Novković – Boris Novković / Bruno Kovačević – Senad Galijašević Senna M.)
7. "1000 milja od pakla" (Boris Novković – Marina Tucaković – Senad Galijašević Senna M.)
8. "Bye baby, bye" (Boris Novković – Boris Novković / Bruno Kovačević – Senad Galijašević Senna M.)
9. "Mrzim ponedjeljak" (Boris Novković – Marina Tucaković – Senad Galijašević Senna M.)
10. "Usamljeni vuk" (Boris Novković – Marina Tucaković – Senad Galijašević Senna M.)
11. "Kraj je uvijek glup" (Boris Novković – M. Popović – Senad Galijašević Senna M. )